# Hemilamprops serrulatus
Hemilamprops serrulatus är en kräftdjursart som beskrevs av Michel Ledoyer 1977. Hemilamprops serrulatus ingår i släktet Hemilamprops och familjen Lampropidae.
Artens utbredningsområde är Kerguelen. Inga underarter finns listade i Catalogue of Life.